# Pilocereus strictus
Pilocereus strictus là một loài thực vật có hoa trong họ Cactaceae. Loài này được (Willd.) Rumpler & C.F. Först. miêu tả khoa học đầu tiên năm 1886.